# Raíz alimenticia

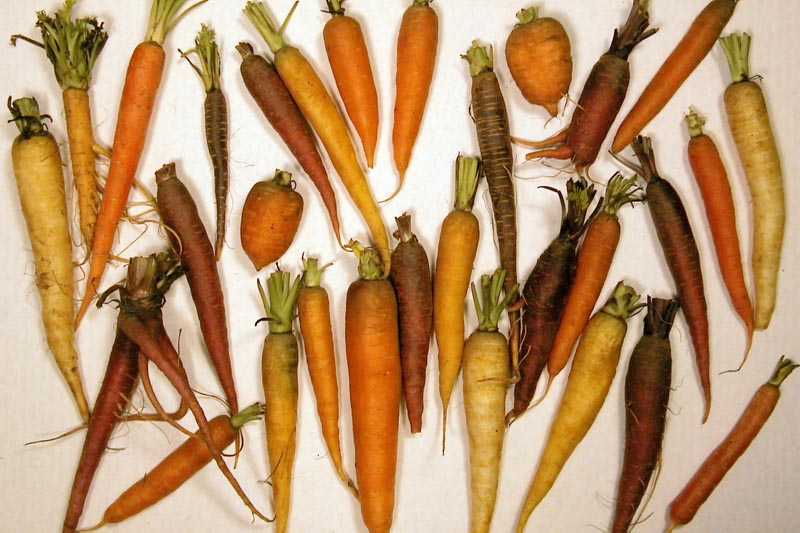
Zanahorias.

Una raíz alimenticia o verdura de raíz es aquella raíz usada como alimento, entendiendo como "raíz" cualquier parte subterránea comestible de una planta, y no estrictamente lo que se entiende como tal en Botánica.
Estas raíces suelen ser ricas en hidratos de carbono, tanto en azúcar y almidón como en otros tipos. De especial importancia económica son aquellas raíces con alto contenido en almidón, que constituyen alimentos básicos especialmente en regiones tropicales, eclipsando a los cereales en buena parte del África Occidental, América Central y Oceanía, donde se emplean directamente o machacadas para elaborar platos como el foufou o el poi.

## Historia
Los tubérculos actuales se han modificado mediante cultivo hasta tal punto que contienen muchas menos sustancias amargas que las formas originales y a menudo son bastante más grandes que ellas. Ya en la Edad de Piedra, nuestros antepasados recolectaban algunas de las raíces y tubérculos que aún hoy se conocen, como la zanahoria, la chirivía, la raíz de perejil y otras hortalizas de raíz. Estas variedades también se cultivaron en parte, como demuestra el descubrimiento de las semillas correspondientes. Posteriormente, se cultivaron variedades más resistentes a las enfermedades y también se introdujeron cambios de color, convirtiendo el nabo, originalmente amarillo, en la zanahoria de color rojo anaranjado que conocemos hoy en día. Otros aspectos que se modificaron para hacer las hortalizas de raíz más vendibles en el comercio fueron la transportabilidad y la capacidad de almacenamiento.
Las especies disponibles regionalmente solían diferir. Por ejemplo, la alcachofa china se había utilizado en China durante miles de años. Más tarde, esta hortaliza de raíz con sabor a nuez llegó a Europa a través de Francia, pero desde entonces es rara en Europa central.
Algunas de las especies originalmente muy extendidas, como la raíz de avena, se han convertido ahora en raras y casi olvidadas.

## Información general
Las hortalizas de raíz son ricas en vitaminas y minerales y son más nutritivas y saludables que la mayoría de las hortalizas de hoja y hortalizas de verano, ya que todos los minerales e ingredientes importantes de la planta se almacenan en la raíz. Las hortalizas de raíz son una fuente excelente de nutrientes esenciales y desempeñan un papel crucial en una dieta balanceada. Este grupo incluye alimentos como zanahorias, remolachas, nabos, rábanos, y batatas, entre otros, que se caracterizan por tener sus nutrientes concentrados principalmente en la raíz. Esta particularidad las hace una opción nutricionalmente densa y valiosa, ya que en ellas se almacenan una gran parte de los minerales, vitaminas y carbohidratos necesarios para el correcto funcionamiento del organismo.
Uno de los principales beneficios de las hortalizas de raíz es su alto contenido de vitaminas y minerales. Por ejemplo, las zanahorias son ricas en vitamina A, que es fundamental para la salud ocular y el sistema inmunológico. La remolacha, por su parte, es una excelente fuente de folato, hierro y potasio, minerales clave para la producción de glóbulos rojos, la regulación de la presión arterial y el buen funcionamiento del sistema nervioso. Además, muchas hortalizas de raíz, como las batatas, son ricas en vitamina C, un potente antioxidante que fortalece el sistema inmunológico y promueve la salud de la piel.
Otro aspecto relevante es que las hortalizas de raíz tienen un contenido significativo de fibra. La fibra es esencial para la digestión y la regulación del tránsito intestinal, ayudando a prevenir problemas como el estreñimiento y promoviendo una flora intestinal saludable. La fibra también contribuye a la sensación de saciedad, lo que puede ser útil en el control del peso.
En comparación con las hortalizas de hoja y las hortalizas de verano, las hortalizas de raíz tienen la ventaja de almacenar en su interior todos los nutrientes que la planta ha absorbido durante su crecimiento, especialmente aquellos que se utilizan para la supervivencia en épocas de escasez. Este mecanismo natural les permite concentrar más nutrientes en una sola parte de la planta, lo que las convierte en opciones más nutritivas y energéticas. Las hortalizas de hoja, aunque ricas en fibra y algunas vitaminas, suelen ser más bajas en contenido calórico y mineral, y las hortalizas de verano a menudo tienen una vida útil más corta y son más vulnerables al deterioro de sus nutrientes debido a las condiciones climáticas.
En términos de salud, las hortalizas de raíz tienen propiedades antioxidantes y antiinflamatorias debido a su alto contenido de fitoquímicos. Estos compuestos pueden ayudar a prevenir enfermedades crónicas, como las enfermedades cardiovasculares, diabetes tipo 2 y algunos tipos de cáncer. Además, gracias a su bajo índice glucémico, las hortalizas de raíz, como las batatas, son una excelente opción para personas que buscan controlar sus niveles de azúcar en sangre.
Las hortalizas de raíz, a menudo de sabor dulce y a veces muy aromáticas, pueden consumirse cocidas, asadas, encurtidas o crudas.
Algunas hortalizas de raíz, como las zanahorias, la raíz de perejil y el apio, son -a menudo junto con puerros- componentes de sopa de verduras (también llamadas hortalizas de raíz o verduras de raíz).

## Conservación y usos
Muchas hortalizas de raíz se conservan bien en cavas, durante varios meses. Esta es una forma de almacenar alimentos para utilizarlos mucho después de cosecharlos, lo que es especialmente importante en latitudes no tropicales, donde el invierno es tradicionalmente una época de poca o ninguna cosecha. También existen métodos de extensión de la temporada que pueden prolongar la cosecha durante todo el invierno, sobre todo mediante el uso de invernaderos de tubos de polietileno.
Las hortalizas de raíz ricas en almidón tienen especial importancia económica como alimento básico, sobre todo en regiones tropicales. Superan a los cereales en gran parte de África Central y África Occidental, así como en Oceanía, utilizándose en estas zonas directamente o trituradas para elaborar alimentos como el fufu o el poi.

## Lista de hortalizas de raíz
La siguiente lista clasifica los tubérculos organizados por la anatomía de sus raíces.

### Tallo de planta modificado
Bulbos

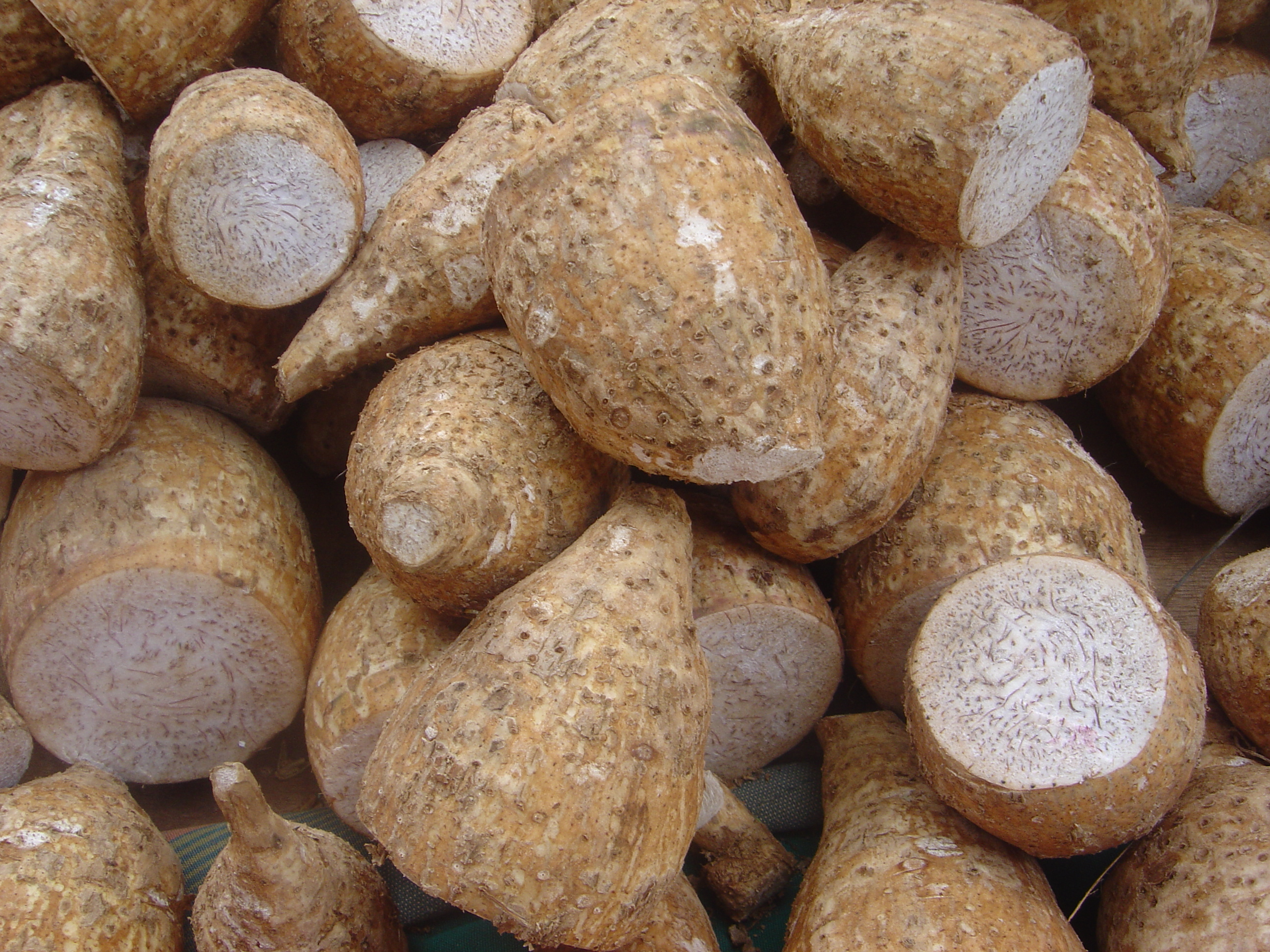
Cormos de taro

En botánica, un bulbo es un tallo subterráneo corto con hojas carnosas o bases foliares que funcionan como órganos de almacenamiento de alimentos durante la latencia.
- Allium cepa (cebolla)
- Allium sativum (ajo)
- Allium ampeloprasum var. porrum (puerro)
- Allium ampeloprasum var. ampeloprasum (ajo elefante)
- Foeniculum vulgare (hinojo)
- Camassia quamash, planta vivaz originaria del Oeste de América

Cormo
El cormo, es un tallo vegetal subterráneo corto, vertical e hinchado que sirve como órgano de almacenamiento que algunas plantas utilizan para sobrevivir al invierno o a otras condiciones adversas como la sequía y el calor estivales (perennización).
- Amorphophallus konjac (konjac)
- Colocasia esculenta (taro)
- Eleocharis dulcis (castaña de agua china)
- Ensete  (enset)
- Nymphaea (lirio de agua)
- Pteridium esculentum
- Sagittaria (punta de flecha o wapatoo)
- Typha
- Xanthosoma (malanga, cocoyam, tannia, yautia y otros nombres)
- Colocasia antiquorum (eddoe o papa japonesa)

Rizoma
En botánica y dendrología, un rizoma'(masa de raíces),  (etimología en griego ῥιζόω o ῥιζόω "causar enraizamiento") es un tallo de planta subterráneo modificado que envía raíces y brotes desde sus nodos. Los rizomas también se denominan raíces rastreras o simplemente raíces'. Los rizomas se desarrollan a partir de yemas axilares y crecen horizontalmente. El rizoma también conserva la capacidad de permitir que nuevos brotes crezcan hacia arriba.
- Curcuma longa (cúrcuma)
- Panax ginseng (ginseng)

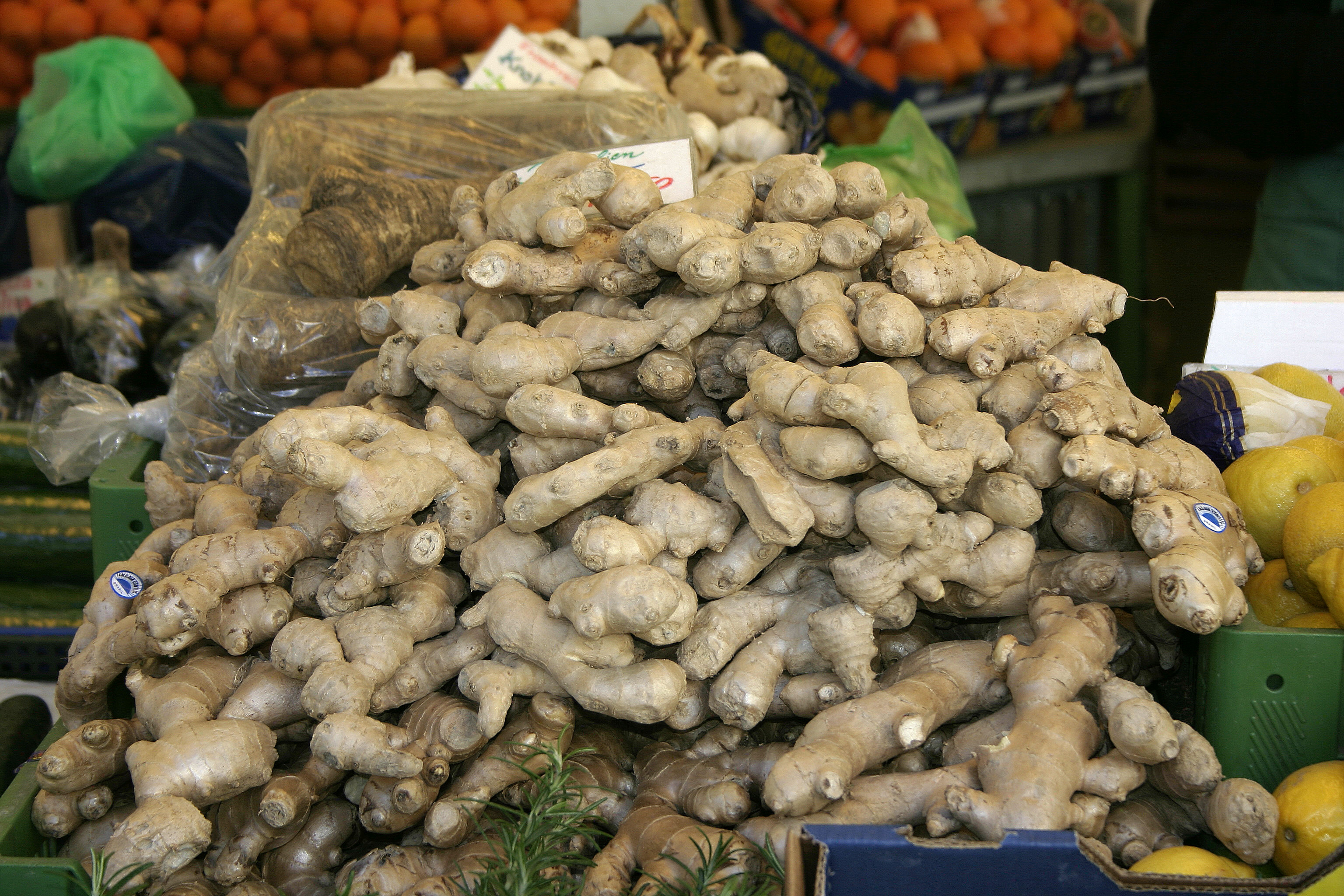
Rizomas de jengibre.

- Arthropodium  (rengarenga, vainilla lirio y otros)
- Canna (cañas de Indias)
- Cordyline fruticosa (ti)
- Maranta arundinacea (arrurruz)
- Nelumbo nucifera (raíz de loto)
- Typha (espadaña o espadaña)
- Zingiber officinale (jengibre, galanga)

Tubérculo

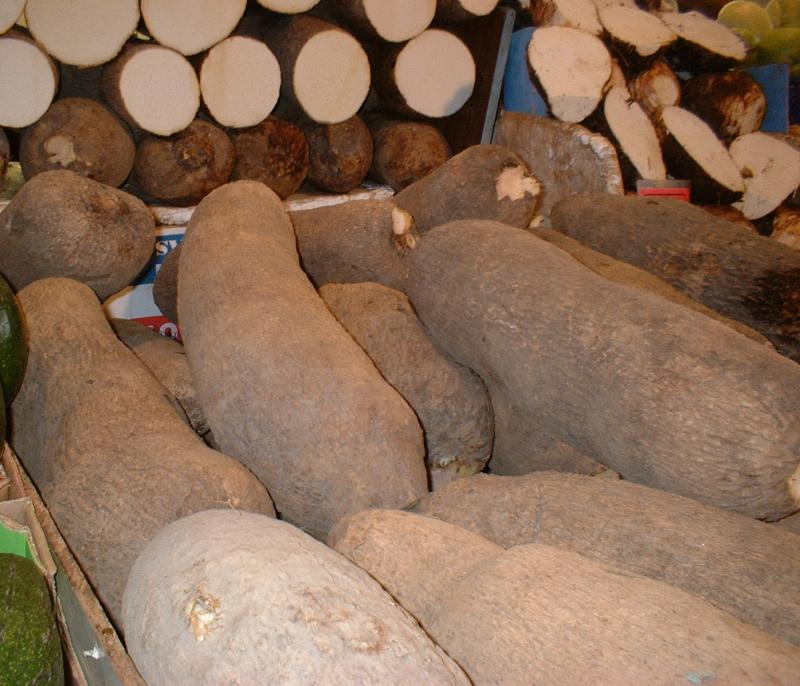
Tubérculos de ñame

Los tubérculos son un tipo de estructura alargada que las plantas utilizan como órganos de almacenamiento de nutrientes, derivados de los tallos o las raíces. Los tubérculos ayudan a las plantas a sobrevivir al invierno o a los meses secos, les proporcionan energía y nutrientes, y son un medio de reproducción asexual.
- Apios americana (papa de cerdo o maní)
- Cyperus esculentus (chufa o chufa)
- Dioscorea (ñame, ube)
- Dioscorea polystachya (ñame chino o ñame blanco)
- Helianthus tuberosus (alcachofa de Jerusalén o topinamhbur)
- Hemerocallis (azucena)
- Lathyrus tuberosus (guisante de tierra)
- Oxalis tuberosa (oca)
- Plectranthus edulis y P. esculentus (kembili, dazo y otros)
- Solanum tuberosum (papa o patata)
- Stachys affinis (alcachofa china o crosne)
- Tropaeolum tuberosum (mashua o añu)
- Ullucus tuberosus (ulluco)

### Tallo en forma de raíz
- Zamia integrifolia (arrurruz de Florida)

### Raíz verdadera

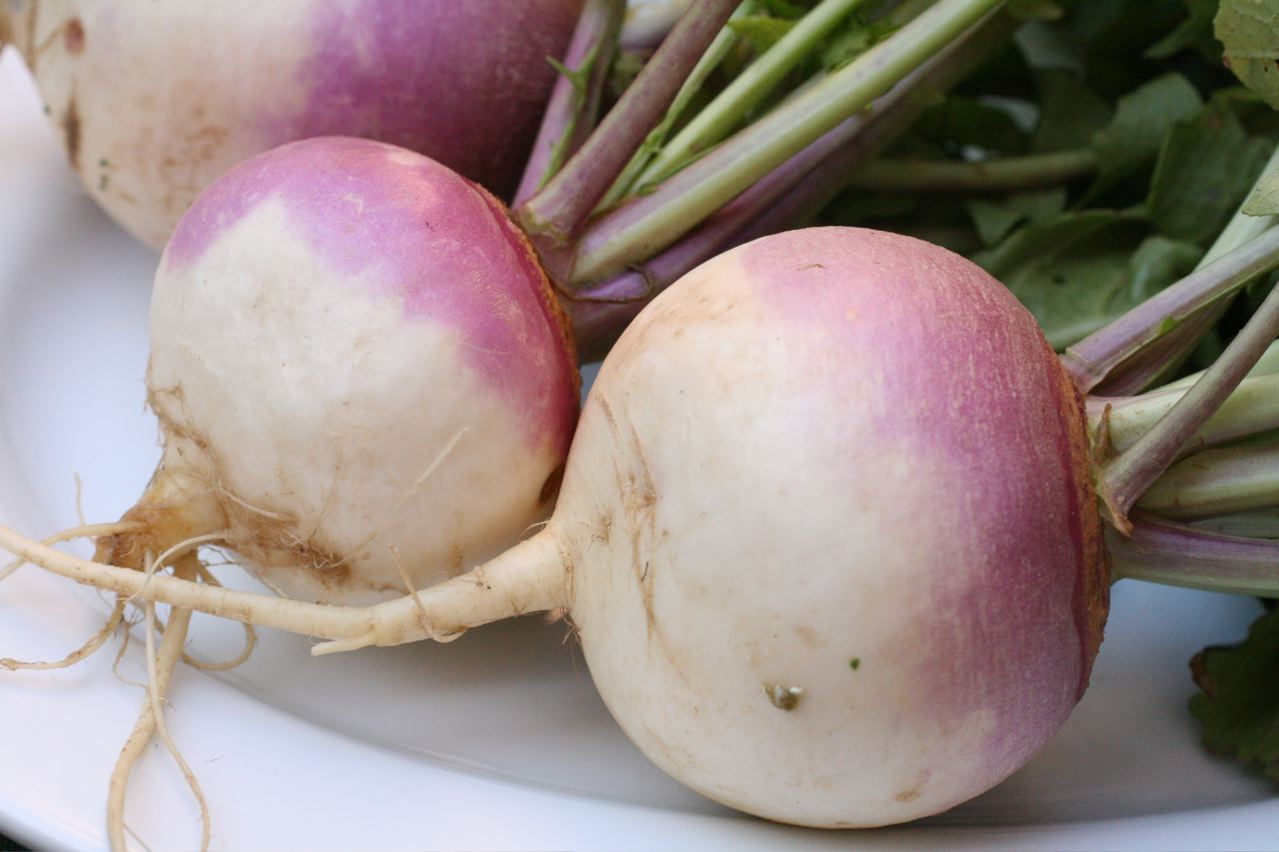
Nabos, una raíz primaria

#### Raíz principal
Algunos tipos pueden incorporar tejido de hipocótilo sustancial

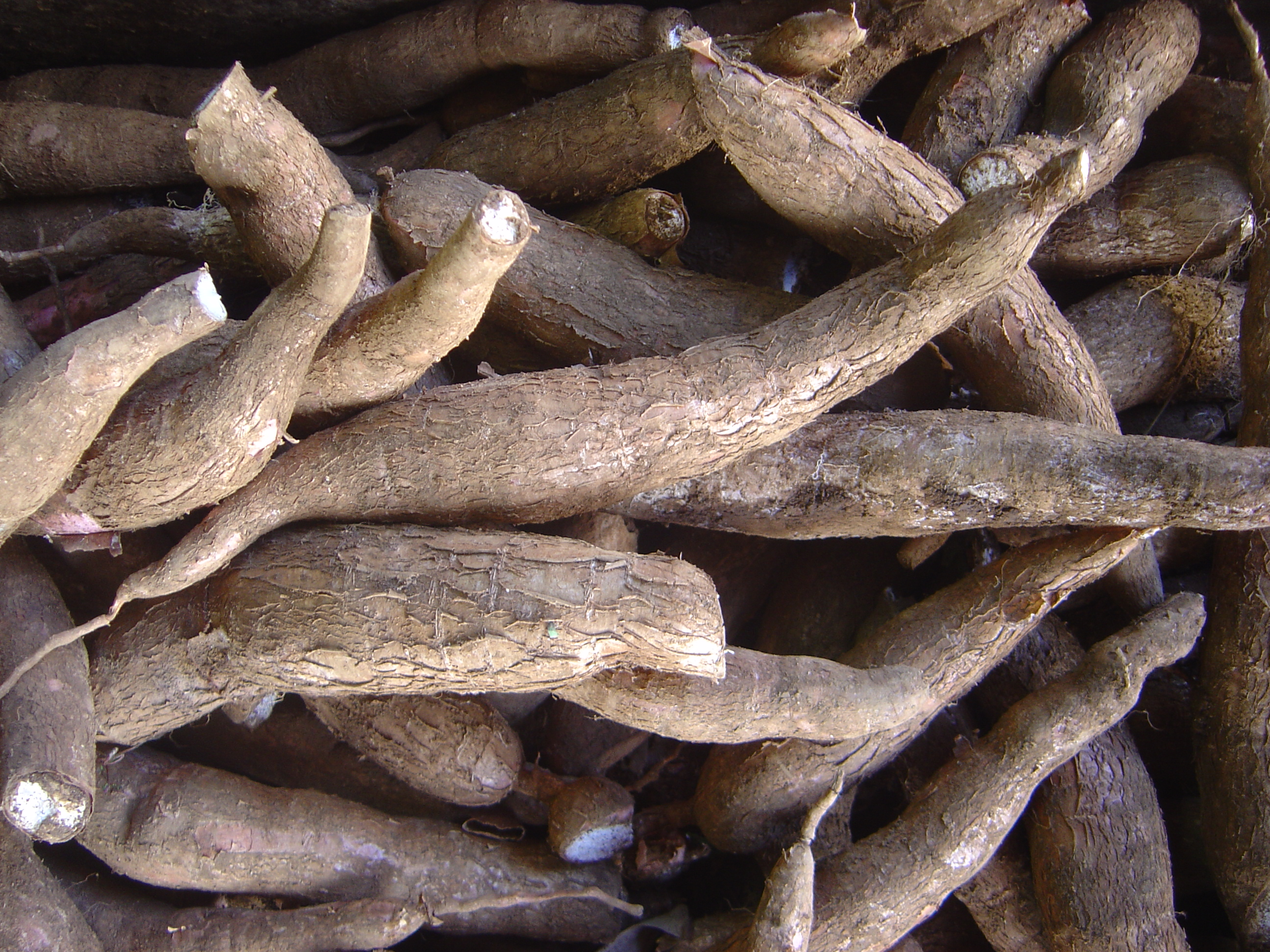
Raíces tuberosas de yuca

- Apium graveolens rapaceum (apio nabo)
- Arctium (bardana)
- Arracacia xanthorrhiza (arracacha)
- Beta vulgaris (remolacha y mangelwurzel)
- Brassica (colinabo y nabo)
- Daucus carota (zanahoria)[23]
- Elwendia persica (comino negro)
- Lepidium meyenii (maca)
- Microseris lanceolata (murnong o ñame margarita)
- Pachyrhizus (jicama y ahipa)
- Pastinaca sativa (chirivía)
- Petroselinum (raíz de perejil)
- Raphanus sativus  (Daikon - el gran rábano blanco de Asia oriental)
- Raphanus sativus (rábano)
- Scorzonera hispanica (salsifí negro)
- Sium sisarum (skirret)
- Taraxacum (diente de león)
- Tragopogon (salsifí)
- Vigna lanceolata (zanahoria de monte o papa de monte)

#### Raíz tuberosa

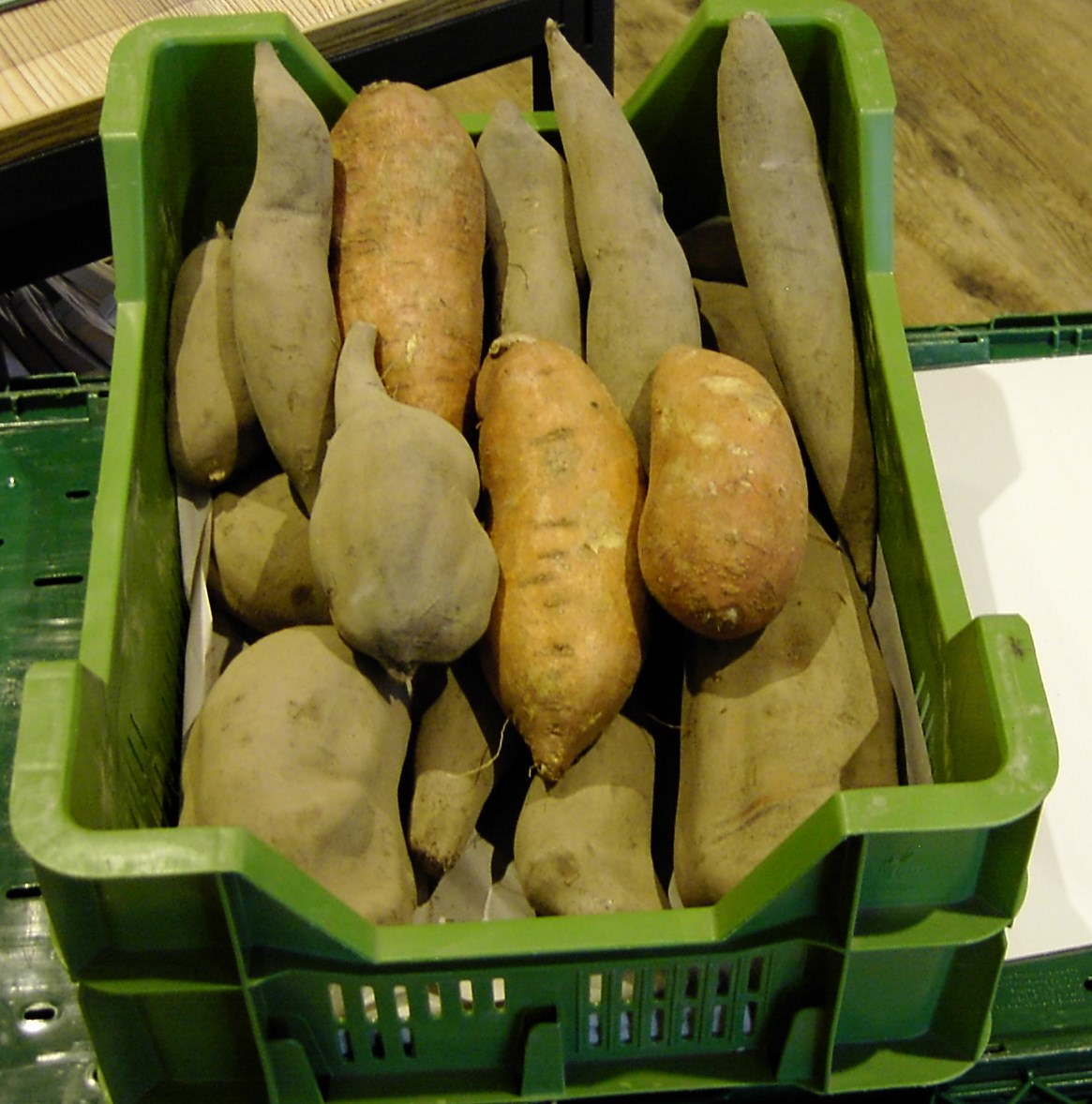
Yacón, Smallanthus sonchifolius

- Amorphophallus galbra (ñame de lirio amarillo)
- Conopodium majus (pignut o earthnut)
- Dioscorea polystachya (nagaimo, ñame chino, ñame coreano, ñame de montaña)
- Hornstedtia scottiana (jengibre nativo)
- Ipomoea batatas (batata)
- Ipomoea costata (ñame del desierto)
- Manihot esculenta (mandioca o yuca o mandioca)
- Mirabilis expansa (mauka o chago)
- Psoralea esculenta (raíz de pan, tipsin o nabo de la pradera)
- Smallanthus sonchifolius (yacón)